# Aracopidius nigrinus
Aracopidius nigrinus is een keversoort uit de familie Ptilodactylidae. De wetenschappelijke naam van de soort is voor het eerst geldig gepubliceerd in 1936 door Carter.